# Edafologia
Edafologia (em grego clássico: ἔδαφος, edaphos, "terra",-λογία, -logia) é uma ciência que está preocupada com a influência dos solos sobre os seres vivos, particularmente as plantas. É uma das duas divisões principais da ciência do solo, sendo a outra a pedologia.  A edafologia inclui o estudo de como o solo influencia o uso da terra pela humanidade para o crescimento das plantas bem como o uso geral da terra pelas pessoas. Subcampos gerais dentro da edafologia são ciência do solo agrícola (conhecida pelo termo agrologia em algumas regiões) e ciência ambiental do solo.
Na Rússia, a edafologia é considerada equivalente à pedologia, mas é reconhecida por ter um sentido aplicado consistente com a agrofísica e a agroquímica fora da Rússia.

## História
Xenofonte (431–355 a.C.) e Catão (234–149 a.C.), foram os primeiros edafologistas. Xenofonte observou o efeito benéfico de transformar uma plantação de cobertura na terra. Catão escreveu De Agri Cultura ("Na Agricultura") que recomendava o preparo do solo, a rotação de culturas e o uso de leguminosas na rotação para construir nitrogênio no solo. Ele também desenvolveu a primeira classificação de capacidade do solo para culturas específicas.
Jan Baptist van Helmont (1577–1644) realizou um experimento famoso, cultivando um salgueiro em um vaso de terra e fornecendo apenas água da chuva por cinco anos. O peso ganho pela árvore foi maior que a perda de peso do solo. Ele concluiu que o salgueiro era feito de água. Embora apenas parcialmente correto, seu experimento reacendeu o interesse pela edafologia.